# Гаївка (Кременчуцький район)
Гаївка — село в Україні, в Оболонській сільській громади Кременчуцького району Полтавської області. Населення становить 156 осіб.

## Географія
Село Гаївка знаходиться на лівому березі річки Сула, вище за течією на відстані в 3 км розташоване село Старий Калкаїв, нижче за течією на відстані 1 км розташоване село Кукоби, на протилежному березі — село Чутівка (Лубенський район). Річка в цьому місці звивиста, утворює лимани, стариці (Відпильна) та заболочені озера.

## Населення

### Мова
Розподіл населення за рідною мовою за даними перепису 2001 року:
| Мова       | Кількість | Відсоток |
| ---------- | --------- | -------- |
| українська | 153       | 98.08%   |
| російська  | 2         | 1.28%    |
| вірменська | 1         | 0.64%    |
| Усього     | 156       | 100%     |